# Hannes Coetzee
Pour les articles homonymes, voir Coetzee.
 (août 2009).
Hannes Coetzee (né en 1944) est un guitariste de la région de Karoo (Afrique du Sud). À 72 ans, il vit de la récolte d’Aloès et s'est fait connaître grâce au documentaire Karoo Kitaar Blues de David Kraamer (2003). Il s'est fait remarquer grâce à son style très personnel, qu'il nomme « optel and knyp », et grâce à l'usage d'une cuillère à café tenue à la bouche en guise de slide.